# 毛萼忍冬
毛萼忍冬（学名：Lonicera trichosepala）是忍冬科忍冬属的植物，为中国的特有植物。分布在中国大陆的安徽、浙江、湖南、江西等地，生长于海拔400米至1,500米的地区，一般生于山坡林中及灌木林中，目前尚未由人工引种栽培。